# 王雪涛
王雪涛（1903年12月31日—1982年11月24日），原名庭钧，字晓封，号迟园，河北成安人，中国写意花鸟画家，毕业于北平艺术专科学校，曾任北京画院院长、中国美术家协会理事、美协北京分会副主席、北京市第七届人大代表、北京市政协第五届常委、中国农工民主党中央联络委员会委员及北京市委委员。